# Las Cruces, New Mexico
Las Cruces (în română Crucile) este o localitate și sediul comitatului Doña Ana, statul New Mexico din Statele Unite ale Americii.